# جيلبرت دوق لورين
جيلبرت أو جيزيلبرت (توفي. 2 أكتوبر 939)؛ هو ابن ريغينار وصهر الإمبراطور أوتو الأول، كان دوق لوثارينجيا (أو لورين) حتى عام 939، وكان أيضًا رئيسًا لعديد من الأديرة في المنطقة.
بدايات حكمه غير واضحة، بحيث تم ذكره كدوق لوثارينجيا في عام 910، انحازت لوثارينجيا إلى سلطة شارل الثالث في عام 911 الذي عُزل من حكم الفرنجة الغربية في عام 922 من قبل روبرت، ولكنه ظل ملكًا في لوثارينجيا، حيث حاول من هناك استعادة حكمه حتى سُجن في عام 923، ولكن في عام 923 دعا جيلبرت ورئيس أساقفة ترير روتجر الملك الأوتوني هنري الأول لغزوها، وفي عام 924 غير جيلبرت ولاءه لصالح الملك الفرنجي الغربي راؤول، وبعد أن تمكن هنري من احتلال لوثارينجيا في عام 925، أقسم جيلبرت الولاء له ونقل هنري دير القديس سيرفاتيوس ماستريخت (الذي أُخذ منه وأُعطي لكنيسة ترير في عام 919) إليه، ولتأمين علاقتهما تزوج جيلبرت أيضًا من ابنته غيربيرغا.
بعد وفاة هنري عام 936، تمرد جيلبرت على ابنه أوتو الأول عام 939، وغيّر ولاءه لصالح ملك الفرنجة الغربيين لويس الرابع، تمكن جيلبرت من أن يكون مستقلاً عمليًا لمدة ثلاث سنوات حتى هزمه جيش أوتو الأول عام 939 في معركة أندرناخ، وقع جيلبرت في الأسر، ولكنه تمكن من الفرار؛ وأثناء فراره غرق أثناء محاولته عبور نهر الراين، تم منح لورين لنسيبه هنري الساكسوني.

### الذرية
1. ألبراد (حوالي 929 م) ؛ تزوجت من رينو الذي كان أحد زعماء الفايكنغ، أصبح بعدها كونت روسي، لهم ذرية.
2. هنري دوق لورين (مواليد 932).
3. غربيرغا (مواليد حوالي 935) ؛ تزوجت من أدالبرت الأول كونت فيرماندوا، لهم ذرية.
4. فيلترود (مواليد 937).